# 千佛镇 (井研县)
千佛镇，是中华人民共和国四川省乐山市井研县下辖的一个乡镇级行政单位。

## 行政区划
千佛镇下辖以下地区：
千佛街社区、千佛村、高岩村、新群村、民建村、梅家湾村、石家桥村、共裕村、汤家寺村和瓦子坝村。